# Oberwil-Lieli
Oberwil-Lieli, im örtlichen Schweizerdeutsch Oberwiil und Niel [ˌɔbərˈʋiːl], [niəl], statt letzterem jünger [ˈliəlɪ], ist eine Einwohnergemeinde im Schweizer Kanton Aargau. Sie gehört zum Bezirk Bremgarten, liegt an der Grenze zum Kanton Zürich und besteht aus den Ortschaften Oberwil und Lieli. Bis 1984 hiess die Gemeinde offiziell Oberwil (AG).

## Geographie
Die Gemeinde liegt am Rande des Mutschellens auf dem Holzbirrliberg, einem sanft gewellten Hügelzug östlich des Reusstals, an südwestlicher Hanglage mit Fernsicht in die Alpen. Der Ortsteil Oberwil befindet sich im Südwesten des Gemeindegebiets auf 530 m ü. M. Drei Bäche, die durch tief eingeschnittene Tobel fliessen, entwässern die Hochebene zur Reuss hin. Fast mit Oberwil zusammengewachsen sind die Siedlungen Buechimoos und Augenweid. Rund einen Kilometer nordöstlich von Oberwil, getrennt durch den Falterhauwald, liegt der Ortsteil Lieli auf 590 m ü. M. Ganz im Osten des Gemeindegebiets entspringt der Lunnerenbach, der in die Reppisch fliesst.
Die Fläche des Gemeindegebiets beträgt 535 Hektaren, davon sind 136 Hektaren mit Wald bedeckt und 101 Hektaren überbaut. Der höchste Punkt befindet sich auf 674 m ü. M. im Oberholz nördlich von Lieli, der tiefste auf 450 m ü. M. im Gebiet Halden südlich von Oberwil. Nachbargemeinden sind Berikon im Norden, Birmensdorf im Nordosten, Aesch im Osten, Arni im Südosten, Unterlunkhofen im Süden und Zufikon im Westen.

## Geschichte
Die erste urkundliche Erwähnung von Willare erfolgte im Jahr 1040, als König Heinrich III. dem Kloster Einsiedeln seinen Besitz bestätigte. Der Ortsname stammt von althochdeutsch wīlari «Hofsiedlung» und wurde in der zweiten Hälfte des 13. Jahrhunderts als Ober-Wiler näher bestimmt. Lieli, älter mundartlich Niel, wird erstmals ebenfalls 1040 als in Liele genannt und kommt von althochdeutsch liola bzw. schweizerdeutsch Niele «Gewöhnliche Waldrebe (Clematis vitalba)».

Luftansicht (1964)

Im Mittelalter lag Oberwil im Herrschaftsbereich des Hauses Habsburg-Laufenburg. Zu den Lehnsherren gehörten die Klöster Engelberg und Muri. 1415 eroberten die Eidgenossen den Aargau, und Oberwil gelangte zum Kelleramt im Herrschaftsbereich der Stadt Zürich. 1429 erwarb Bremgarten die niedere Gerichtsbarkeit. Während des Alten Zürichkriegs verwüsteten die Innerschweizer im Jahr 1445 das Dorf. 1529 traten die Einwohner zur Reformation über, mussten aber nur zwei Jahre später nach dem Zweiten Kappelerkrieg zum Katholizismus zurückkehren. Im Ersten Villmergerkrieg von 1656 plünderten durchmarschierende Truppen das Dorf erneut. Nach der Eroberung der Schweiz durch die Franzosen und der Ausrufung der Helvetischen Republik im März 1798 folgte die Auflösung des Kelleramts. Oberwil und Lieli waren Gemeinden im kurzlebigen Kanton Baden, ab 1803 gehörten sie zum Kanton Aargau.
Das Dorf Lieli war bis 1908 eine selbständige Gemeinde. Aufgrund ihrer schlechten finanziellen Lage vollzog der Grosse Rat des Kantons Aargau die Fusion gegen den Willen der Bevölkerung. Die Gemeinde hiess weiterhin Oberwil. Am 1. Januar 1984 änderte sie jedoch den Namen in Oberwil-Lieli, um der gewachsenen Bedeutung Lielis gerecht zu werden. Nachdem die Bevölkerungszahl in der ersten Hälfte des 20. Jahrhunderts leicht rückläufig gewesen war, entwickelte sich die Gemeinde ab den 1960er Jahren aufgrund der Nähe zu Zürich zu einer beliebten Wohngemeinde. Die Einwohnerzahl vervierfachte sich.

## Sehenswürdigkeiten

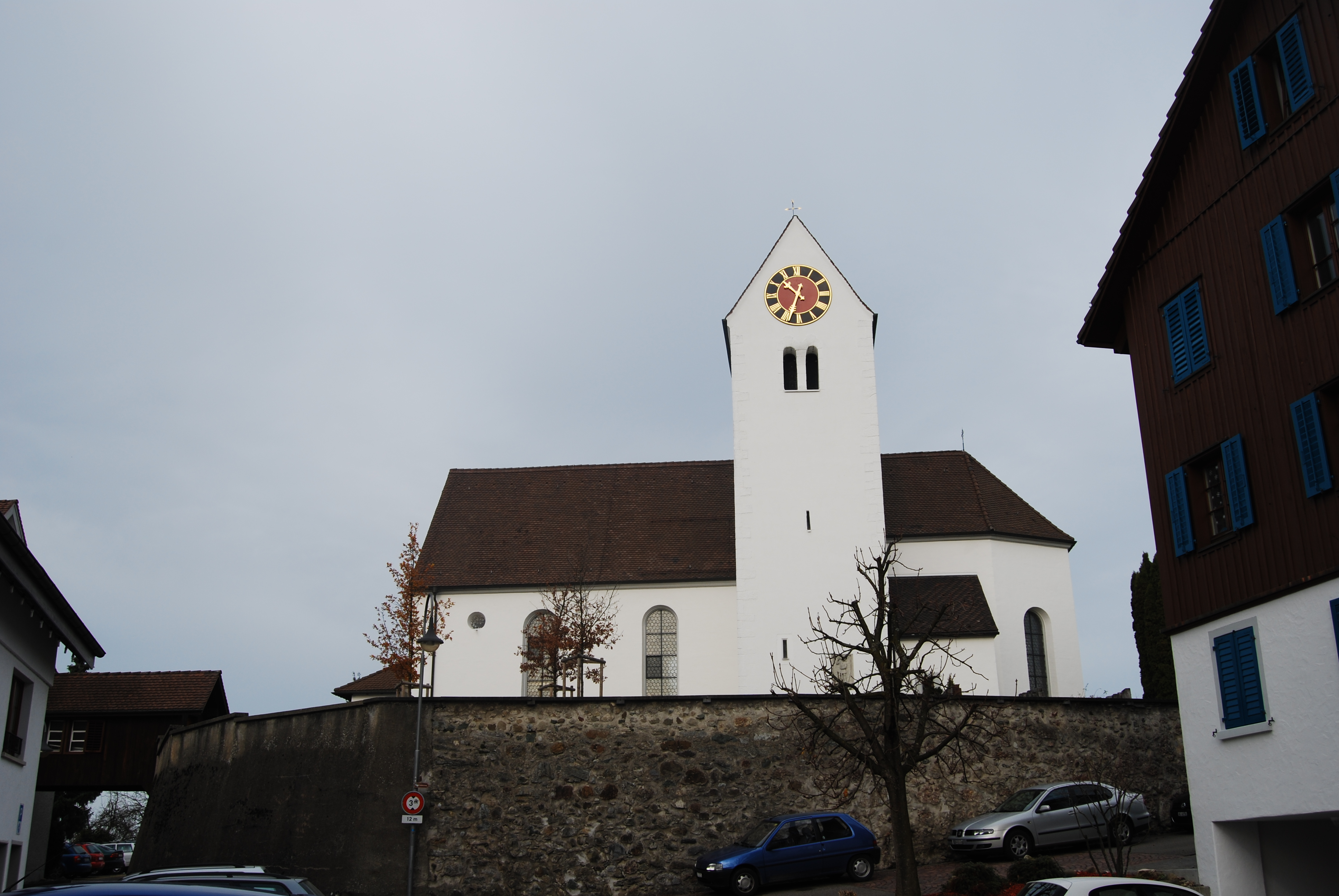
Kirche St. Michael in Oberwil

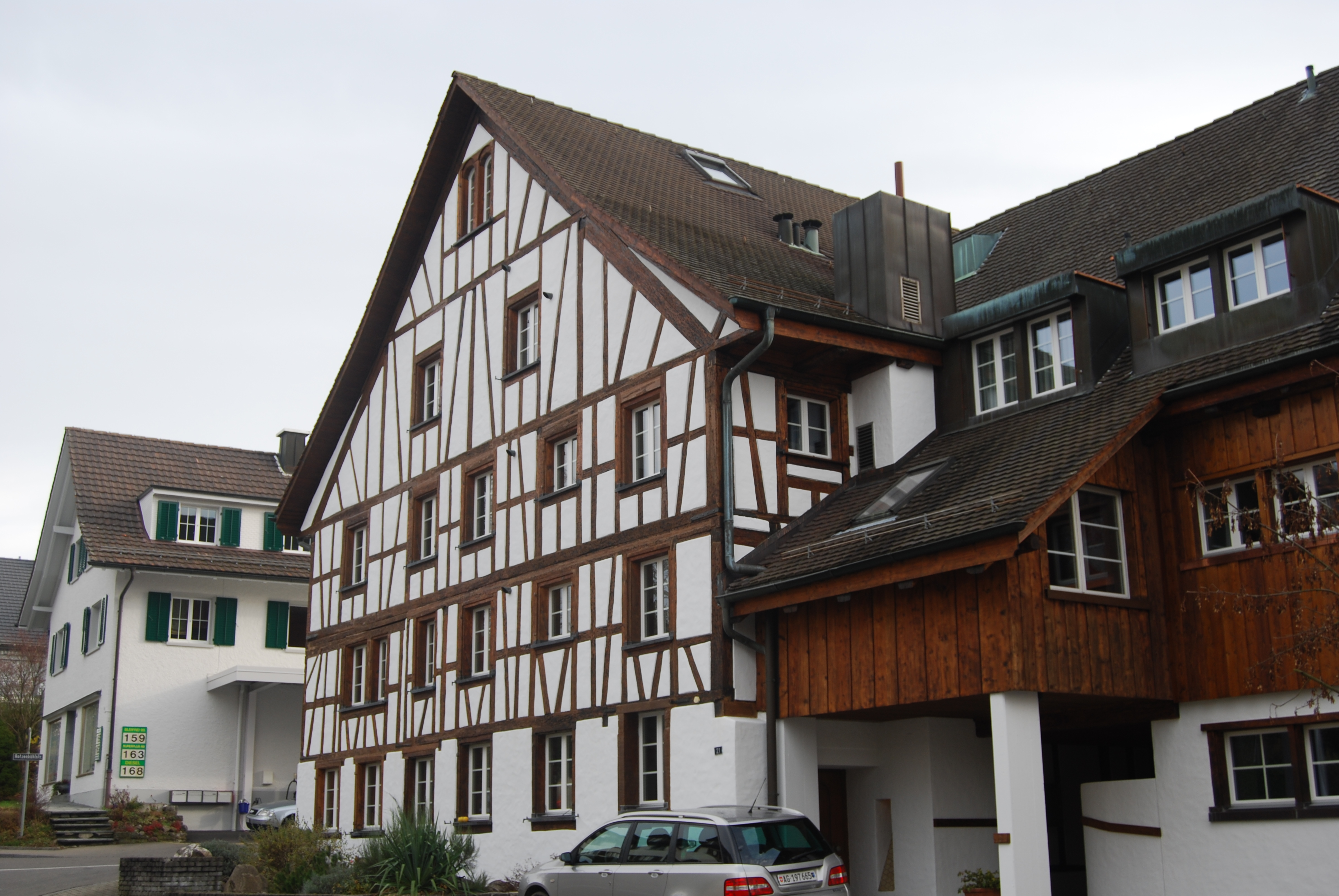
Fachwerkhaus in Oberwil

Die katholische Pfarrkirche St. Michael in Oberwil reicht bis ins 11. Jahrhundert zurück, aus dieser Zeit ist der romanische Kirchturm erhalten geblieben. 1445 wurde die Kirche während des Alten Zürichkriegs in Brand gesteckt, 1501 erfolgte ein Neubau. Während des Ersten Villmergerkriegs erlitt die Kirche wiederum schwere Verwüstungen. Ihr heutiges barockes Aussehen erhielt sie 1672/73.

## Wappen
Die Blasonierung des Gemeindewappens lautet: «In Weiss auf grünem Dreiberg ausgerissener grüner Birnbaum mit gelben Früchten.» Der Birnbaum auf dem seit 1953 in dieser Form bestehenden Wappen weist auf den Holzbirrliberg hin. 1915 hatte der Historiker Walther Merz ohne Erfolg vorgeschlagen, das Wappen der aus Oberwil stammenden Familie von Wile zu führen (weisser Balken in Rot).

## Bevölkerung
Die Einwohnerzahlen entwickelten sich wie folgt:
| Jahr      | 1850 | 1900 | 1930 | 1950 | 1960 | 1970 | 1980 | 1990 | 2000 | 2010 | 2015 | 2020 |
| Einwohner | 734  | 649  | 602  | 605  | 551  | 768  | 1191 | 1591 | 1729 | 2147 | 2216 | 2501 |

Am 31. Dezember 2023 lebten 2605 Menschen in Oberwil-Lieli, der Ausländeranteil betrug 12,2 %. Gemäss 2015 erhobenen Daten bezeichneten sich 36,2 % als römisch-katholisch und 29,0 % als reformiert; 34,8 % waren konfessionslos oder gehörten anderen Glaubensrichtungen an. 95,1 % gaben bei der Volkszählung 2000 Deutsch als ihre Hauptsprache an, 1,1 % Italienisch sowie je 1,0 % Englisch und Französisch.

## Politik und Recht
Die Versammlung der Stimmberechtigten, die Gemeindeversammlung, übt die Legislativgewalt aus. Ausführende Behörde ist der fünfköpfige Gemeinderat. Er wird im Majorzverfahren vom Volk gewählt, seine Amtsdauer beträgt vier Jahre. Der Gemeinderat führt und repräsentiert die Gemeinde. Dazu vollzieht er die Beschlüsse der Gemeindeversammlung und die Aufgaben, die ihm vom Kanton zugeteilt wurden. Für Rechtsstreitigkeiten ist in erster Instanz das Bezirksgericht Bremgarten zuständig. Oberwil-Lieli gehört zum Friedensrichterkreis VII (Bremgarten).

## Wirtschaft
In Oberwil-Lieli gibt es gemäss der im Jahr 2015 erhobenen Statistik der Unternehmensstruktur (STATENT) rund 420 Arbeitsplätze, davon 17 % in der Landwirtschaft, 18 % in der Industrie und 65 % im Dienstleistungssektor. Die Gemeinde ist wegen ihrer attraktiven Lage vor allem ein Wohnstandort. Die meisten Erwerbstätigen arbeiten in Bremgarten oder in der Agglomeration Zürich. Besondere Standortvorteile sind die Tatsache, dass Oberwil-Lieli einen der tiefsten Gemeindesteuerfüsse im gesamten Kanton besitzt, sowie die verkehrsgünstige Lage in der Nähe zu Zürich.

## Verkehr

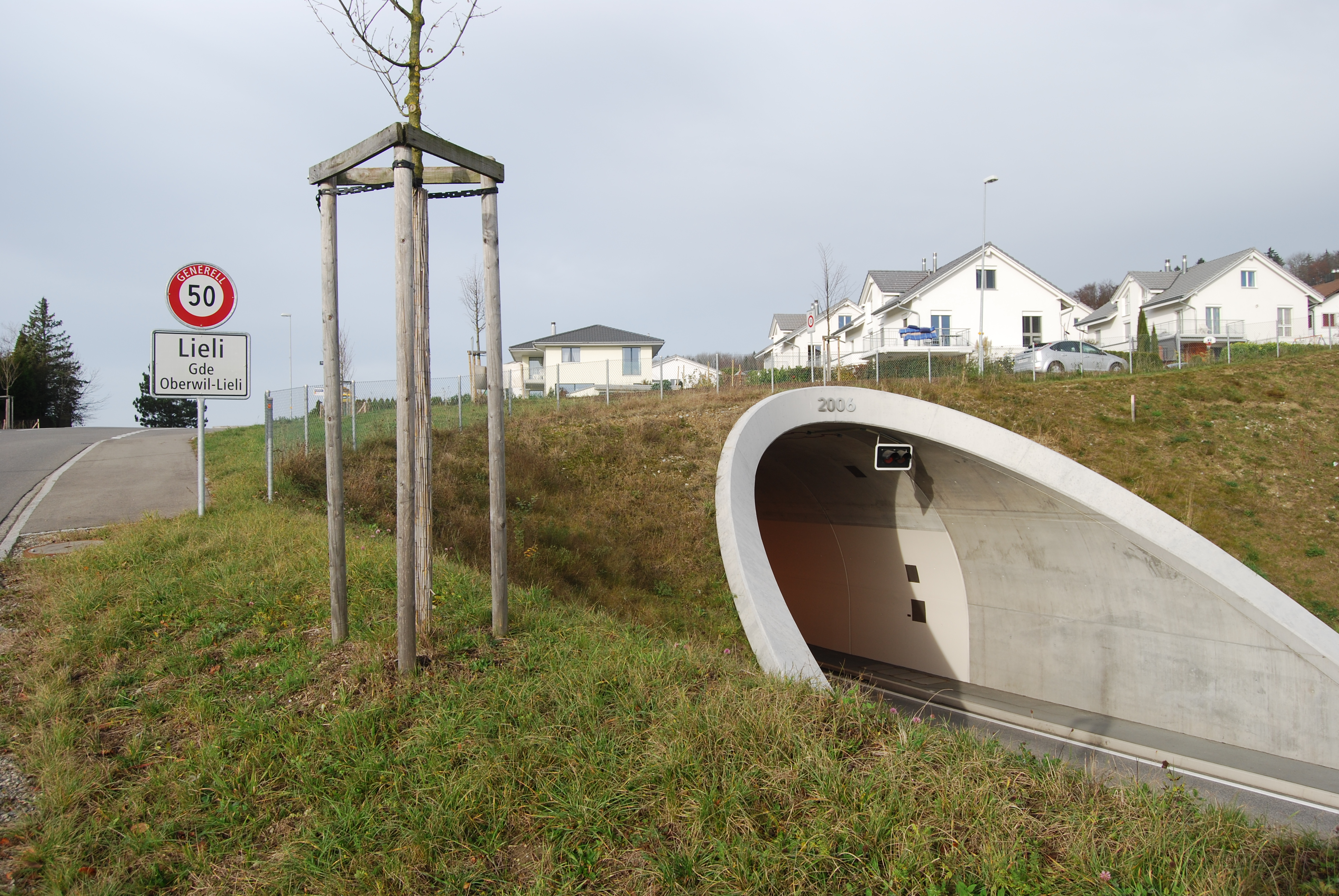
Ortsumfahrungstunnel in Lieli

Während Oberwil etwas abseits des Durchgangsverkehrs an der Kantonsstrasse 411 liegt, führt durch Lieli die verkehrsreiche Kantonsstrasse 263 zwischen Bremgarten/Mutschellen im Westen und Zürich im Osten. Das Verkehrsaufkommen hat seit der Eröffnung der nahe gelegenen Westumfahrung Zürich (Autobahn A4) weiter zugenommen. Um die Bevölkerung vor den schädlichen Auswirkungen zu schützen, entstand unter Lieli hindurch ein Umfahrungstunnel, der seit April 2008 in Betrieb ist.
Oberwil und Lieli werden durch eine zwischen dem Bahnhof Berikon-Widen der Bremgarten-Dietikon-Bahn und dem Bahnhof Zürich Wiedikon verkehrende Postautolinie erschlossen. Hinzu kommt ein Schnellbus der Gesellschaft Limmat Bus von Bremgarten über Oberwil-Lieli und den Uetlibergtunnel zum Bahnhof Zürich Enge. An Wochenenden verkehrt ein Nachtbus vom Bahnhof Dietikon über Widen nach Oberwil-Lieli.

## Bildung
Die Gemeinde verfügt über drei Kindergärten (Oberwil, Lieli und Falter) und eine Primarschule, die genau in der Mitte zwischen den beiden Dörfern steht. Im Schuljahr 2016/17 wurde wegen der wachsenden Schülerzahlen ein Erweiterungsbau der Primarschule in Betrieb genommen. Auch die Kindergärten in Oberwil und Lieli wurden in den Jahren 2014 und 2017 durch Neubauten ersetzt und vergrössert. Die Oberstufenschüler (Realschule, Sekundarschule und Bezirksschule) besuchen das Kreisschulzentrum im benachbarten Berikon. Das nächstgelegene Gymnasium ist die Kantonsschule Wohlen, wobei Schüler auf Gymnasialstufe auch die Kantonsschule Baden oder die Kantonsschule Wettingen besuchen.

## Persönlichkeiten
- Andreas Glarner (* 1962), Politiker
- Florian Jenni (* 1980), Schachspieler
- Matthias Müller (* 1982), Orientierungsläufer
- Urs Lehmann (* 1969), Präsident des Schweizerischen Skiverbandes
- René Rindlisbacher (* 1963), Moderator, Komiker und Kabarettist.